# Gesarol (együttes)
A Gesarol (kiejtve: gezarol, egy DDT hatóanyagú rovarirtó szer fantázianeve) magyar rockegyüttes, a P. Mobil elődje. Napjainkban külön együttesként működik.

## Történet

### A Hausbyrdstől a Gesarolig
A zenekar előzményei 1964-65-re, Sashalomra nyúlnak vissza. Szakács Gábor az öccsével, Lászlóval és annak osztálytársaival („Illés Johnny”, „Kis Gajdos”) alapított zenekart. Eközben Pótz-Nagy Ágoston a bátyjával kezdett együtt zenélni. Később együtt folytatták a zenélést, csatlakozott hozzájuk Bernáth Rezső, Sándor József és Schuster Ervin is, utóbbinak sikerült az iskolája klubdélutánjára beajánlani az együttest. A siker önbizalmat adott a tagoknak a folytatáshoz. Az akkori szokásoknak megfelelően ismert nyugati slágereket játszottak.
Nevük Hausbyrds lett, amit a The Yardbirds együttes ihletett. A „haus” szó pedig arra utalt, hogy a zenekar mindig valamelyikük családjánál élte az életét, házi zenekar volt. 1968 nyarán feltűnt az együttes környékén Schuster Lóránt, Ervin bátyja. Bizonyos dalokat a zenekar figyelmébe ajánlott. Hamarosan besorozták katonának, de fél év elteltével „megbízhatatlanság” miatt leszerelték, így ismét a zenekarra fordíthatta figyelmét.
Közben Bernáth Rezső főiskolai tanulmányai, Schuster Ervin pedig sportkarrierje miatt kivált az együttesből.
1969. augusztus 20-án a Lőrinci Ifjúsági Parkban tartott koncert közben Schuster Lóránt felment a színpadra és a következő mondatot kiáltotta: „Ladies and Gentlemen, színpadon a Gesarol!”.

### Az újjáalakult Gesarol
Pótz Nagy Ágoston javaslatára 1992. november 20-án az akkori munkahelyén összeálltak egy koncertre a Szakács testvérekkel. A fellépés sikere nyomán úgy döntöttek, folytatják a közös zenélést.
Szakács Gábor azt szerette volna, ha az együttes emlékét legalább egy album felvételével megörökítenék. A többiek azonban nem osztották az elképzelését, így 1999 nyarán szakadásra került sor. Szakács Gábor Gesarol Revival Band néven folytatta, a formáció 2002-ig működött.
Pótz Nagy Ágoston új társakkal jelenleg is továbbviszi a Gesarol nevet.

## Tagok

### Eredeti felállás
- Schuster Lóránt – zenekarvezető
- Pótz-Nagy Ágoston – gitár
- Sándor József – basszusgitár
- Szakács Gábor – ének
- Szakács László – dob, ütőhangszerek

### Jelenlegi felállás
- Pótz-Nagy Ágoston – gitár
- Kothencz István – basszusgitár
- Somogyi József – ének
- Bogár Lajos – dob, ütőhangszerek
- Bényi Csaba – gitár
- Mikli Áron – billentyűs hangszerek

### További tagok
- Cziránku Sándor – gitár
- Huszár Györgyi – ének
- Vikidál Gyula – ének
- Bencsik Sándor – gitár
- Losó László – basszusgitár, ének
- Póta András – dob, ütőhangszerek
- Serényi Miklós – ének
- Tóth Sándor – ének, ritmusgitár
- Laki Zoltán – billentyűs hangszerek
- Hetsch László -gitár
- Oláh József – basszusgitár
- Oláh Tibor- gitáros
- Szabó Péter – billentyűs hangszerek

### Az előd Hausbyrds tagjai voltak
- „Kis Gajdos”
- „Illés Johnny”
- Bernáth Rezső – ritmusgitár
- Schuster Ervin – csörgő
- Szabó János
- Tóth Éva – ének
- Rédlich Gábor – orgona